# Eva Sannum
Eva Sannum (Oslo, 27 de abril de 1975) es una ex modelo noruega, activa a finales de la década de 1990 y principios de la de 2000. Desde 2023, trabaja como socia y asesora en su propia empresa, la agencia de comunicación Sannum & Bergestuen.

## Biografía
Estudió en la Escuela de Comunicación Westerdals de Oslo. Trabajó durante un tiempo como redactora en la agencia de publicidad Try, antes de convertirse en directora creativa de Geelmuyden Kiese. Eva Sannum también fue miembro de la PFU (Pressens Faglige Utvalg, Comisión de Quejas de la Prensa Noruega). 
Saltó a la fama internacional tras conocerse su noviazgo con el príncipe de Asturias y por tanto heredero al trono español, Felipe de Borbón y Grecia. La relación duró cuatro años y durante mucho tiempo se especuló sobre un hipotético compromiso nupcial. Los paparazzi españoles la seguían a la salida de su apartamento en Oslo y la relación recibió mucha cobertura mediática tanto en Noruega como en España. Cuando el príncipe Haakon Magnus de Noruega se casó con Mette-Marit Tjessem Høiby en agosto de 2001, Eva Sannum fue invitada a la boda como acompañante de Felipe de Borbón. En diciembre de 2001, el príncipe Felipe anunció en los medios de comunicación españoles que su relación con Eva Sannum había terminado.
En 2019, Sannum fue miembro del Comité de Fuentes designado por la Asociación Noruega de Prensa para examinar la relación de la prensa con sus fuentes. El informe del Comité de Fuentes fue la base para los cambios en el Código Ético de la Prensa Noruega en 2021.
Junto con Svein Tore Bergestuen y Christian Lyder Marstrander, comenzó en 2020 como presentadora en la serie de podcasts Tut & Mediekjør, centrada en la ética de la prensa.
Está casada y tiene hijos con el publicista Torgeir Vierdal.